# Bryum bullosum
Bryum bullosum là một loài rêu trong họ Bryaceae. Loài này được Müll. Hal. ex Broth. mô tả khoa học đầu tiên năm 1897.